# Isabel von Portugal
Isabel von Portugal (* 1. März 1432 in Coimbra; † 2. Dezember 1455 in Évora) war von 1447 bis zu ihrem Tode Königin von Portugal.

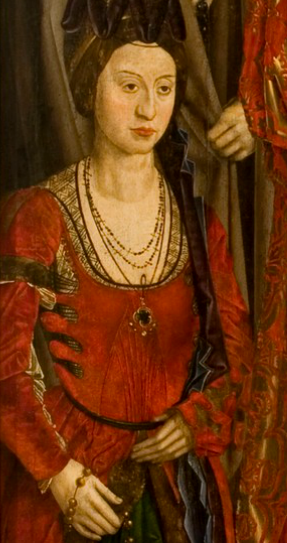
Isabel von Portugal, Ausschnitt aus dem Vinzenz-Altar von Nuno Gonçalves

## Leben
Isabel war eine Tochter des Herzogs von Coimbra, Peter von Portugal, und der Isabel von Urgell, einer Tochter des Grafen Jakob II. von Urgell. Väterlicherseits war sie eine Enkelin des Königs Johann I. von Portugal. Isabels Vater fungierte als Regent für den minderjährigen König Alfons V. von Portugal, mit dem Isabel 1445 verlobt wurde. Dies verursachte einen Konflikt zwischen Isabels Vater und dem Herzog Alfons von Braganza, der eine seiner Enkelinnen zur Ehefrau des portugiesischen Monarchen machen wollte. 
Am 6. Mai 1447 (nach anderen Quellen am 6. Mai 1448) vermählte sich Isabel mit König Alfons V. und wurde durch die Hochzeit zur Königin ernannt (als Ehegattin, nicht als Regentin aus eigenem Recht). Die Eheleute waren damals erst 15 Jahre alt. Nach ihrer Heirat erhielt Isabel Einkünfte aus den Städten Santarém, Alvaiázere, Sintra und Torres Vedras zugewiesen. Bald darauf führte Alfons V. einen Bürgerkrieg gegen Isabels Vater, der am 20. Mai 1449 in der Schlacht von Alfarrobeira starb. Isabels Bruder Johann von Coimbra musste ins Exil nach Burgund gehen. Sie selbst fiel aber nicht in Ungnade und übernahm die Herrschaft über das Herzogtum Coimbra bis zur 1454 erfolgten Rückkehr ihres Bruders nach Portugal.
Isabel hatte mit ihrem Gemahl drei Kinder: den 1451 geborenen und im Säuglingsalter verstorbenen João, die seliggesprochene Johanna von Portugal (1452–1490), sowie den späteren König Johann II. von Portugal (1455–1495).
Sehr interessiert war Isabel an Religion, Geschichte und Literatur. Sie erteilte den Auftrag, Übersetzungen von Ludolf von Sachsens Vita Christi und Christine de Pizans Livre des Trois Vertus anzufertigen. Nach vielen Bitten erreichte sie, dass ihr Vater 1455 im Kloster von Batalha seine neue Grabstätte erhielt. Sie starb überraschend am 2. Dezember 1455, neun Monate nach der Geburt ihres letzten Kindes, im Alter von 23 Jahren. Gerüchteweise soll sie vergiftet worden sein. Sie wurde ebenfalls im Kloster von Batalha bestattet. Ihr ältester Bruder Peter von Coimbra verfasste 1457 eine Biographie seiner Schwester unter dem Titel Tragedia de la insignae Reyna Doña Isabel.